# Short overture
Short Overture of Short Overture to an unwritten opera is een compositie van de Amerikaan Don Gillis.
Don Gillis hield wel van een geintje in zijn muziek, neem bijvoorbeeld zijn Symfonie 5 ½. Short overture begon als een concertouverture. De eerste uitvoering vond plaats door het NBC Orchestra onder leiding van Milton Katims op 11 april 1945. Om het werk iets meer aanzien te geven, werd er later, in men denkt 1962, de toevoeging for an unwritten opera aan toegevoegd. Echter Gillis was nooit van plan een opera te componeren, noch past de muziek als opening bij welk genre opera dan ook.
De ouverture begint als een concertwerk, maar al snel neemt een rumbaachtig ritme de muziek over. Strijkers, klarinettisten en percussionisten spelen een muzikale herhaling, die doet denken aan lichte muziek. Probleem voor het van nature wat logge symfonieorkest zit in de constante stroom van syncopen. Het Zuid-Amerikaanse ritme wordt soms onderbroken door een lyrisch tussenspel. Het eind is even onverwachts als het stukje zelf. Generale pauzes en stijgende tonen in de strijkerssectie, een klap en het werk is uit.

## Bron en discografie
- Uitgave Albany Records: Sinfonia Varsovia o.l.v. Ian Hobson